# Hyménotomie
L'hyménotomie est une opération médicale mineure afin d'ouvrir chirurgicalement l'hymen, de l'inciser ou de l'exciser. Une hyménotomie peut être nécessaire pour les femmes dont l'hymen est trop épais ou trop rigide ou encore imperforé, empêchant l'écoulement des menstruations ou affectant le coït lors des rapports sexuels.
Le médecin peut pratiquer une toute petite incision pour agrandir l'ouverture de l'hymen et de ce fait l'orifice vaginal. Cette intervention chirurgicale mineure n'est généralement pas douloureuse et permet une pénétration normale et sans douleur. Mais parfois cette intervention peut ne pas être la solution à la douleur ressentie lors des rapports (la zone étant encore plus sensibilisée après l'opération).